# Aoshima (Ehime)
Aoshima è un'isola situata nel Mare interno di Seto, che fa parte della Prefettura di Ehime a breve distanza dall'isola dell'arcipelago giapponese di Shikoku.
È conosciuta come "Isola dei gatti" per la grande colonia felina presente, il cui numero è circa 10 volte superiore a quello dei residenti e che attualmente attrae visitatori e turisti.

## Caratteristiche
L'isola è stata un centro peschereccio che a metà del XX secolo poteva contare circa 900 abitanti. In seguito, a causa dell'industrializzazione del settore e al progressivo invecchiamento dei residenti, gli stessi si sono ridotti a una decina circa con un'età media di 75 anni.
I gatti erano stati introdotti in funzione contenitiva dei ratti a bordo dei pescherecci. Le condizioni di tranquillità del luogo e il minor controllo attuato dalla popolazione in calo, hanno consentito agli animali di prosperare e riprodursi senza controllo all'incirca dagli anni '90.
Attualmente il loro numero è tenuto sotto sorveglianza da un programma di sterilizzazione che dovrebbe coinvolgere l'intera popolazione ma che, sino a oggi, ha interessato circa il 10% degli esemplari.
Il mantenimento della colonia felina è stato supportato anche per mantenere la piccola comunità locale altrimenti destinata al rapido declino e azzeramento.

## Trasporti
Aoshima è raggiungibile via Traghetto da Ozu in circa 30 minuti.

## Galleria d'immagini

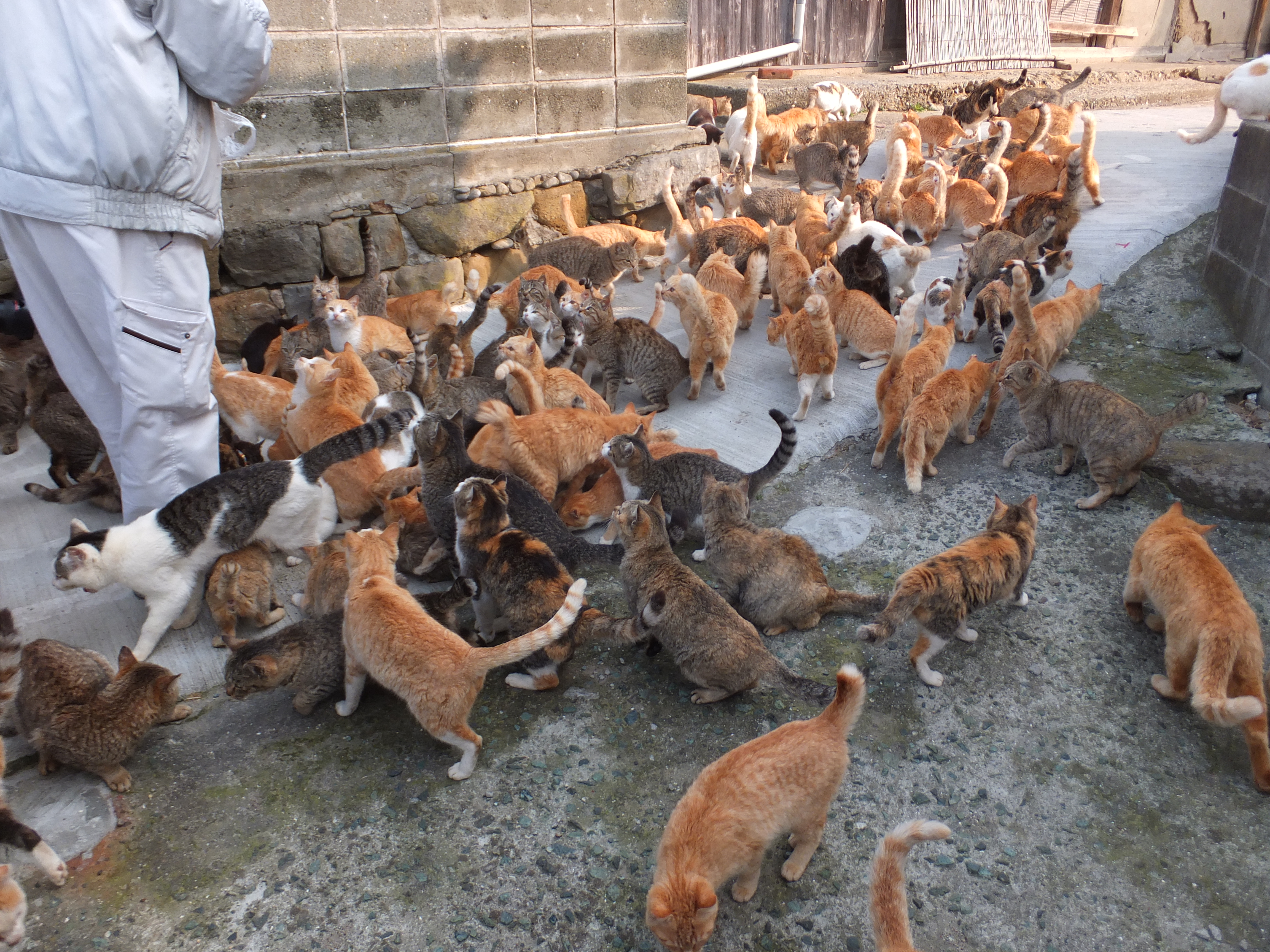
Gatti che mangiano cibo fornito dagli abitanti al porto.
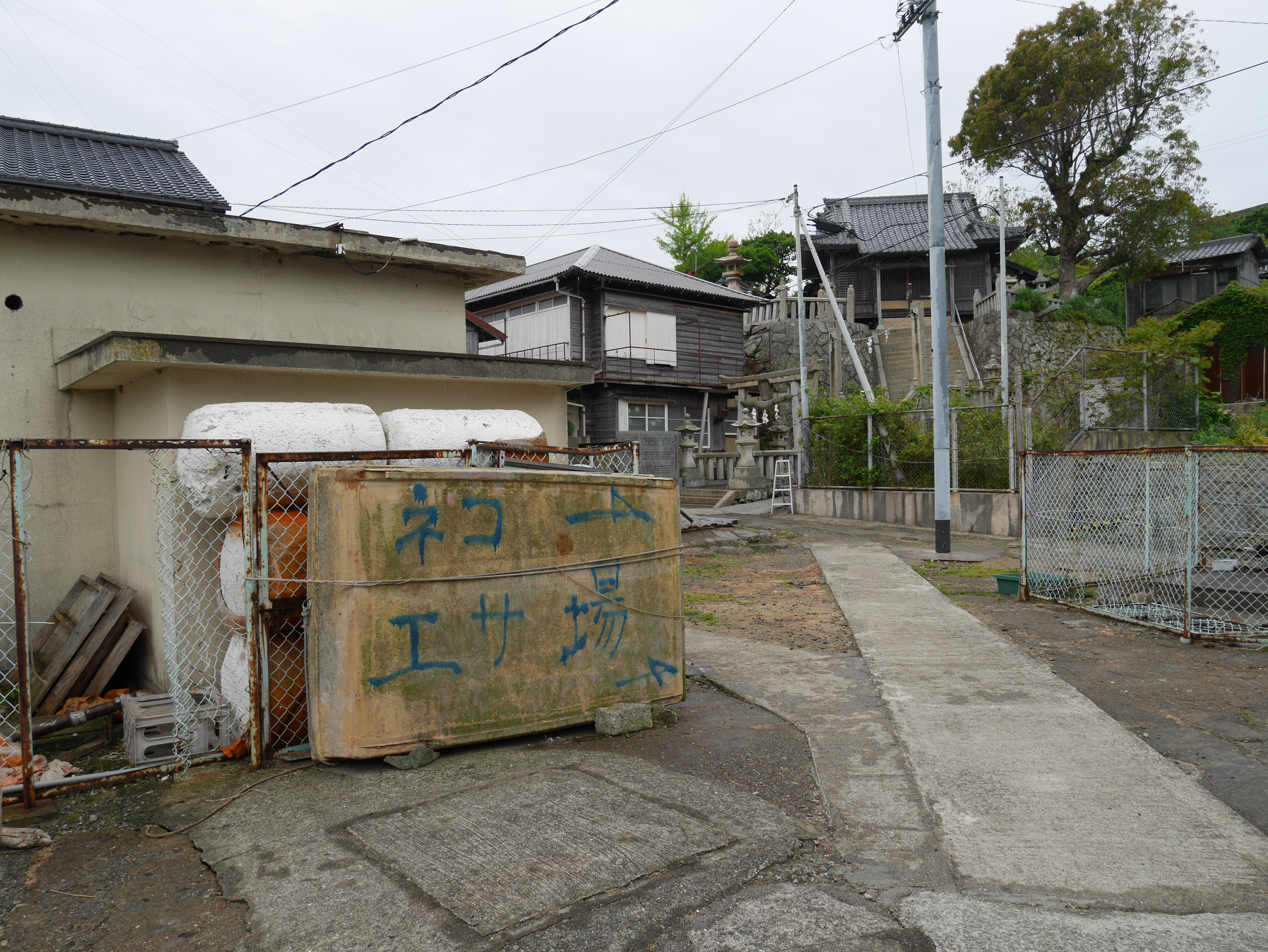
Area alimentazione gatti per stranieri. A pochi minuti dal porto. Il retro è il Santuario di Aoshima.
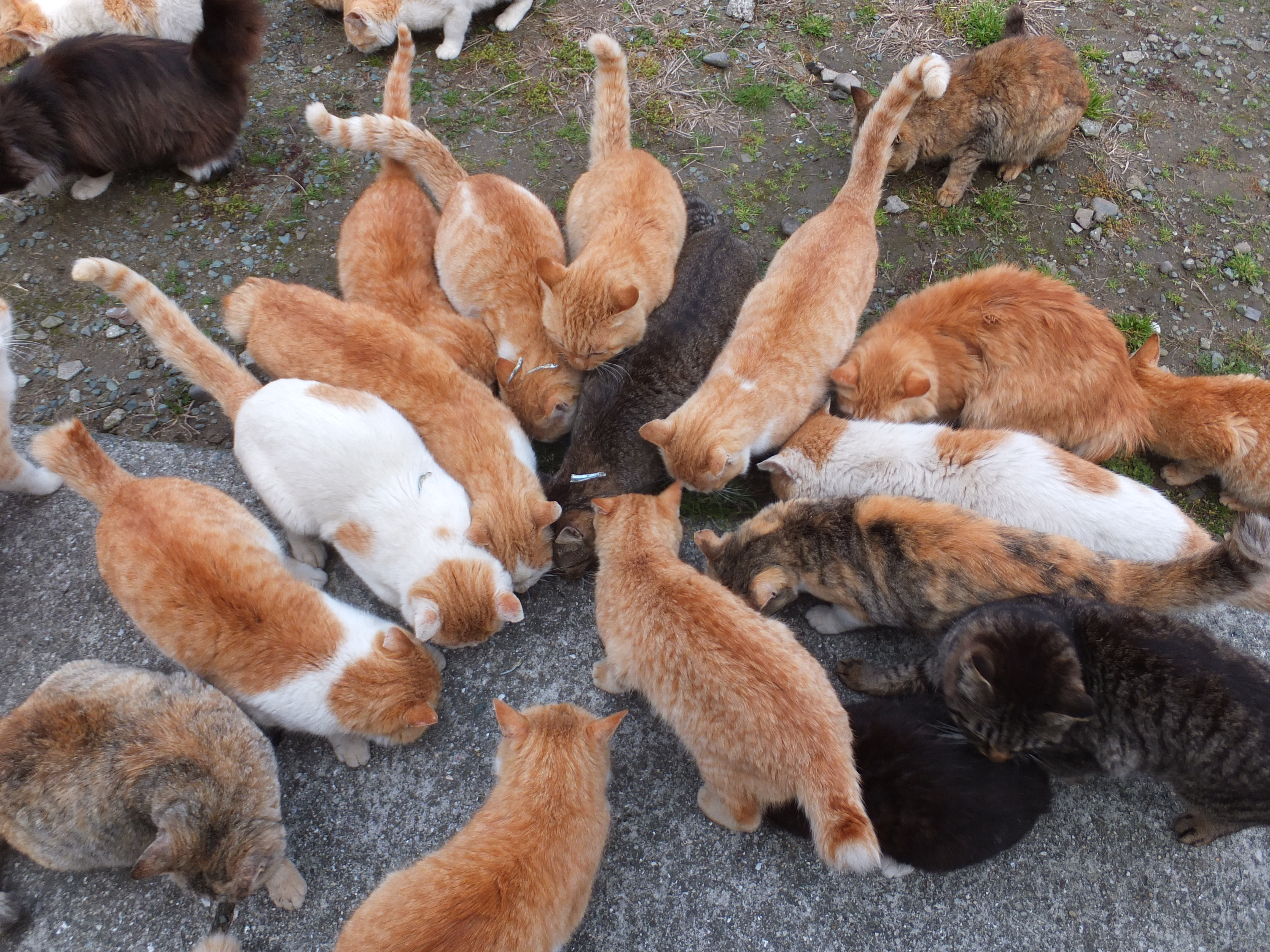
Gatti che mangiano cibo situato nei luoghi di alimentazione dei gatti.
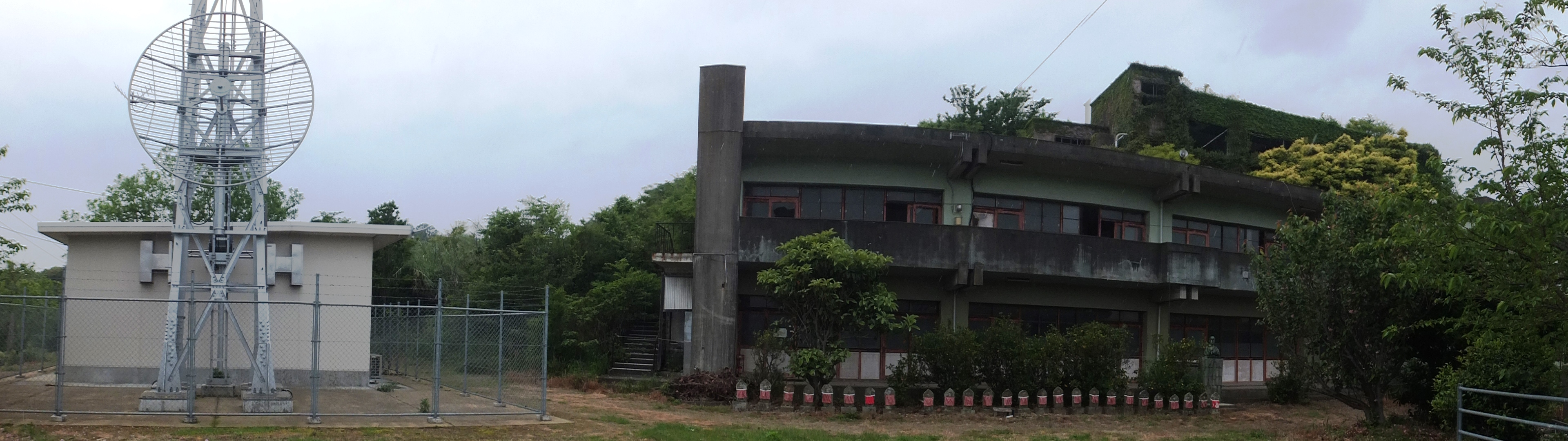
Scuola elementare della città Nagahama.